# Lars Winnerbäck
Lars Mattias Winnerbäck (Estocolmo, Suécia - 19 de outubro de 1975) é um cantor, compositor e, eventualmente, produtor musical sueco. Rock misturado com música folk sueca é sua maior especialidade. Conhecido por sua timidez, tem como maior parceira musical a cantora Lisa Ekdahl, de quem já produziu alguns discos.